# Golden Raspberry Awards 2016
De Golden Raspberry Awards 2016-uitreiking v0nd plaats op 25 februari 2017, een dag voor de uitreiking van de Oscars. De prijs werd toegekend aan de slechtste uitvoeringen betreffende film uit 2016. Het is de 37e editie van dit evenement. Batman v Superman: Dawn of Justice en Zoolander 2 kregen de meeste nominaties, namelijk acht.

## Genomineerden en winnaars
| "Winnaar"* |

| Categorie                                    | Nominaties |
| -------------------------------------------- | --- |
| Slechtste film                               | Hillary's America: The Secret History of the Democratic Party (D'Souza Media) |
| Slechtste film                               | Batman v Superman: Dawn of Justice (Warner Bros. Pictures) |
| Slechtste film                               | Dirty Grandpa (Lionsgate) |
| Slechtste film                               | Gods of Egypt (Independent Films) |
| Slechtste film                               | Independence Day: Resurgence (20th Century Fox) |
| Slechtste film                               | Zoolander 2 (Red Hour Productions / Scott Rudin Productions) |
| Slechtste acteur                             | Dinesh D'Souza in Hillary's America: The Secret History of the Democratic Party |
| Slechtste acteur                             | Ben Affleck in Batman v Superman: Dawn of Justice |
| Slechtste acteur                             | Ben Stiller in Zoolander 2 |
| Slechtste acteur                             | Gerard Butler in Gods of Egypt en London Has Fallen |
| Slechtste acteur                             | Henry Cavill in Batman v Superman: Dawn of Justice |
| Slechtste acteur                             | Robert De Niro in Dirty Grandpa |
| Slechtste actrice                            | Rebekah Turner in Hillary's America: The Secret History of the Democratic Party |
| Slechtste actrice                            | Julia Roberts in Mother's Day |
| Slechtste actrice                            | Megan Fox in Teenage Mutant Ninja Turtles: Out of the Shadows |
| Slechtste actrice                            | Naomi Watts in The Divergent Series: Allegiant en Shut In |
| Slechtste actrice                            | Shailene Woodley in The Divergent Series: Allegiant |
| Slechtste actrice                            | Tyler Perry in Boo! A Madea Halloween |
| Slechtste mannelijke bijrol                  | Jesse Eisenberg in Batman v Superman: Dawn of Justice |
| Slechtste mannelijke bijrol                  | Jared Leto in Suicide Squad |
| Slechtste mannelijke bijrol                  | Johnny Depp in Alice Through the Looking Glass en Vacation |
| Slechtste mannelijke bijrol                  | Nicolas Cage in Snowden |
| Slechtste mannelijke bijrol                  | Owen Wilson in Zoolander 2 |
| Slechtste mannelijke bijrol                  | Will Ferrell in Zoolander 2 |
| Slechtste vrouwelijke bijrol                 | Kristen Wiig in Zoolander 2 |
| Slechtste vrouwelijke bijrol                 | Aubrey Plaza in Dirty Grandpa |
| Slechtste vrouwelijke bijrol                 | Jane Seymour in Fifty Shades of Black |
| Slechtste vrouwelijke bijrol                 | Julianne Hough in Dirty Grandpa |
| Slechtste vrouwelijke bijrol                 | Kate Hudson in Mother's Day |
| Slechtste vrouwelijke bijrol                 | Sela Ward in Independence Day: Resurgence |
| Slechtste duo                                | Ben Affleck en Henry Cavill in Batman v Superman: Dawn of Justice |
| Slechtste duo                                | Ben Stiller en Owen Wilson in Zoolander 2 |
| Slechtste duo                                | Elk vormbaar duo van gevallen acteurs/actrices in Collateral Beauty |
| Slechtste duo                                | Elke duo-combinatie van de Egyptische goden (Nikolaj Coster-Waldau, Chadwick Boseman, Élodie Yung, Gerard Butler, Geoffrey Rush, Goran D. Kleut, Rachael Blake en Emma Booth) in Gods of Egypt           |
| Slechtste duo                                | Johnny Depp en zijn kostuum in Alice Through the Looking Glass |
| Slechtste duo                                | Tyler Perry en zijn pruik in Boo! A Madea Halloween |
| Slechtste Prequel, Remake, Rip-off of Sequel | Batman v Superman: Dawn of Justice (Warner Bros. Pictures) |
| Slechtste Prequel, Remake, Rip-off of Sequel | Alice Through the Looking Glass (Walt Disney Pictures) |
| Slechtste Prequel, Remake, Rip-off of Sequel | Fifty Shades of Black (M Global / Crab in a barrel productions) |
| Slechtste Prequel, Remake, Rip-off of Sequel | Independence Day: Resurgence (TSG Entertainment / Centropolis Entertainment / Electric Entertainment) |
| Slechtste Prequel, Remake, Rip-off of Sequel | Teenage Mutant Ninja Turtles: Out of the Shadows (Nickelodeon Movies / Platinum Dunes / Alibaba Pictures / China Movie Media Group / Gama Entertainment / Mednick Productions / Smithrowe Entertainment) |
| Slechtste Prequel, Remake, Rip-off of Sequel | Zoolander 2 (Red Hour Productions / Scott Rudin Productions) |
| Slechtste regisseur                          | Dinesh D'Souza en Bruce Schooley voor Hillary's America: The Secret History of the Democratic Party |
| Slechtste regisseur                          | Alex Proyas voor Gods of Egypt |
| Slechtste regisseur                          | Ben Stiller voor Zoolander 2 |
| Slechtste regisseur                          | Roland Emmerich voor Independence Day: Resurgence |
| Slechtste regisseur                          | Tyler Perry voor Boo! A Madea Halloween |
| Slechtste regisseur                          | Zack Snyder voor Batman v Superman: Dawn of Justice |
| Slechtste verhaal                            | Batman v Superman: Dawn of Justice (Chris Terrio and David S. Goyer, gebaseerd op personages uit DC Comics                                                                                               |
| Slechtste verhaal                            | Dirty Grandpa (scenario van John M. Phillips) |
| Slechtste verhaal                            | Gods of Egypt (geschreven door Matt Sazama en Burk Sharpless) |
| Slechtste verhaal                            | Hillary's America: The Secret History of the Democratic Party (geschreven door Dinesh D'Souza en Bruce Schooley)                                                                                         |
| Slechtste verhaal                            | Independence Day: Resurgence (scenario van Dean Devlin, Roland Emmerich, James Vanderbilt, James A. Woods en Nicolas Wright)                                                                             |
| Slechtste verhaal                            | Suicide Squad (scenario van David Ayer gebaseerd op personages uit DC Comics |
| The Razzie Redeemer Award                    | Mel Gibson - Hacksaw Ridge |
| Barry L. Bumstead Award                      | Misconduct |